# Hippocampus kelloggi
Hippocampus kelloggi är en fiskart som beskrevs av Jordan och John Otterbein Snyder 1901. Hippocampus kelloggi ingår i släktet Hippocampus och familjen kantnålsfiskar. IUCN kategoriserar arten globalt som sårbar. Inga underarter finns listade i Catalogue of Life.